# Gallinaza
Se llama gallinaza al excremento o estiércol de las gallinas o de los pollos. Este excremento se considera como un excelente abono, calculándose su efecto superior en unas cuatro veces al estiércol normal de la cuadra. El excremento de gallina varía en riqueza fertilizante con las sustancias más o menos nitrogenadas que el animal ingiere pues su condición es omnívora. Haciendo entrar en su nutrición una cantidad considerable de materias animales como sangre, carne, pescados, etc. las deyecciones casi se elevarían a la riqueza fertilizante del guano del Perú comparados ambos abonos en estado de sequedad.
Una gallina de dos kilos de peso da en veinticuatro horas unos 150 gramos de gallinaza en estado fresco y 57 kilos por año, si bien pierde una buena parte de su peso al secarse. Ahora bien, como las gallinas que habitan en gallineros salen al despuntar el alba y no vuelven hasta ponerse el sol, no se aprovecha más de la décima parte de lo que la gallina produce.

## Gallinaza y pollinaza
- Laucha. Excretas de gallinas ponedoras que se acumulan durante la etapa de producción de huevo o bien durante periodos de desarrollo de este tipo de aves, mezclado con desperdicios de alimento y plumas. Puede o no considerarse la mezcla con los materiales de la cama.
- Pollinaza. Excretas de aves de engorda (carne), desde su inicio hasta su salida a mercado, mezclado con desperdicio de alimento, plumas y materiales usados como cama.

## Aporte nutrimental de la gallinaza
La gallinaza es un excelente fertilizante para los cultivos, si se utiliza de forma correcta. Es un material que integra al suelo excelentes cantidades de nitrógeno, fósforo, potasio, calcio, magnesio, azufre y algunos micronutrientes. Su aplicación al suelo también aumenta el contenido de materia orgánica, mejora la fertilidad del suelo y conserva las propiedades físicas y químicas del mismo. La gallinaza en comparación con otros abonos orgánicos tiene un mayor contenido nutrimental.
| Contenido nutrimental del estiércol de bovino comparado con la gallinaza (Castellanos, 1980) |                       |             |
| Nutriente                                                                                    | Estiércol de bovino % | Gallinaza % |
| Nitrógeno                                                                                    | 14.2                  | 34.7        |
| Fósforo (P2 O5)                                                                              | 14.6                  | 30.8        |
| Potasio (K2O)                                                                                | 34.1                  | 20.9        |
| Calcio                                                                                       | 36.8                  | 61.2        |
| Magnesio                                                                                     | 7.1                   | 8.3         |
| Sodio                                                                                        | 5.1                   | 5.6         |
| Sales solubles                                                                               | 50                    | 56          |
| Materia orgánica                                                                             | 510                   | 700         |